# Lasaia aerugo
Lasaia aerugo är en fjärilsart som beskrevs av Clench 1971. Lasaia aerugo ingår i släktet Lasaia och familjen Riodinidae. Inga underarter finns listade i Catalogue of Life.